# Ignacy Nowak (szachista)
Ignacy Nowak (ur. 12 stycznia 1949 w Poznaniu, zm. 10 stycznia 2024) – polski szachista, mistrz FIDE.

## Kariera szachowa
W latach 1971–1990 dwunastokrotnie awansował do finałów indywidualnych mistrzostw Polski. W 1985 r. w Gdyni podzielił I-III miejsce, a następnie wygrał w Warszawie dogrywkę, zdobywając tytuł mistrza kraju. Reprezentował klub Pocztowiec Poznań, w barwach którego dwukrotnie zdobył (w latach 1985 i 1988) złote medale drużynowych mistrzostw Polski.
Był sześciokrotnym medalistą mistrzostw Polski w szachach błyskawicznych: dwukrotnie złotym (Łódź 1973, Bydgoszcz 1987) oraz czterokrotnie brązowym (Bydgoszcz 1984, Kalisz 1986, Katowice 1988, Poznań 1991). W latach 1970–2000 ośmiokrotnie zdobył medale drużynowe mistrzostw Polski w szachach błyskawicznych, w tym dwa złote (Racibórz 1995, Łuków 1996).
Najwyższy ranking w karierze osiągnął w lipcu 1985 r., z wynikiem 2435 punktów dzielił wówczas 4-5. miejsce wśród polskich szachistów. Od 1999 r. nie występuje w turniejach klasyfikowanych przez Międzynarodową Federację Szachową.